# Titi (żona Ramzesa III)
Titi – żona faraona Ramzesa III, matka faraona Ramzesa IV z XX dynastii. 
Nosiła tytuły Pani Dwóch Krain. Pani Dolnego i Górnego Egiptu. Córki Króla, Siostry Króla, Żony Króla i Matki Króla. Prawdopodobnie była córką ojca Ramzesa III, Setnachta, założyciela XX dynastii. Wyszła za brata najprawdopodobniej w młodym wieku, kiedy Ramzes był jeszcze następcą tronu. Takie małżeństwa były zastrzeżone dla rodu królewskiego, którego członkowie brali przykład z bogów. Titi jest wspomniana na inskrypcji grobowej księżniczki Nebettawy w galerii przodków.
Obecnie uważa się, że Titi była matką Ramzesa IV, który wstąpił na tron po ojcu. Grób Titi znajduje się w Dolinie Królowych i został oznaczony jako QV52.